# Javierre de Ara
Javierre de Ara es una localidad española del municipio de Fiscal, perteneciente a la provincia de Huesca, en la comunidad autónoma de Aragón.

## Toponimia
El lugar puede aparecer referido como «Javierre de Ara», «Javierre» y «Javierre de Santaolaria».

## Historia
Hacia mediados del siglo XIX, el lugar, por entonces perteneciente al municipio de Abellas y Planillo, tenía contabilizada una población de 111 habitantes. Aparece descrito en el noveno volumen del Diccionario geográfico-estadístico-histórico de España y sus posesiones de Ultramar de Pascual Madoz con las siguientes palabras:

JAVIERRE, vulgo de SANTAOLARIA: l. que forma ayunt. con los de Lacort y Tricas, Liguerre, San Felices, Abellas y Planillo, que es la cabeza, en la prov. de Huesca (10 leg.), part. jud. de Boltaña (12 1/2), aud. terr. y c. g. de Aragon (Zaragoza 20), dióc. de Barbastro (10). Está sit. á la falda del Pirineo y márg. izq. del r. Ara, donde le combaten mas principalmente los vientos del NE. y SO. El clima es bastante templado y sano, sin que se conozcan mas enfermedades que algunos catarros y pulmonías. Se compone la pobl. de 20 casas que forman una calle dividida en dos barrios, casa de ayunt. en el centro, que sirven tambien de cárcel, y un torreon antiguo del Sr. del pueblo, que fué en otro tiempo: la igl. parroquial (Ntra. Sra. de la Asuncion), tiene por anejo á Arresa; su curato es de segundo ascenso, y se halla servido por 1 cura párroco y 1 sacristan, nombrado el primero por S. M. ó el dioc., segun los meses en que ocurre la vacante; hay 2 cementerio, uno dentro del pueblo y otro á un estremo hácia el O.; los vec. se sirven para beber y demas usos de las aguas de una fuente que existe próxima á aquel. El term. confina por el N. con Muro de Solana y Ginobed 3/4; E. Lacort y Tricas 1/2 hora; S. Liguerre 1/4, y O. Sasé 1, y Arresa 1/2: el r. Ara que nace en lo alto del Pirineo y térm. de Torla, pasa bañando el de esta pobl., si bien que son muy escasos los beneficios que le reporta: el terreno es llano y estéril, con algun monte que produce mata baja y pocos robles, y varios trozos de prados artificiales. Por las inmediaciones de este pueblo pasa la carretera que conduce para Jaca, valle de Broto y Boltaña en regular estado: la correspondencia la reciben los viernes y lunes por medio del peaton que va de Broto á Boltaña. prod.: trigo y judías; cria ganado lanar, aunque muy escaso, y vacuno: pobl.: 15 vec., 111 alm. con Sta. Olaria. cap. imp.: 12,472 rs. contr.: 1,670. El presupuesto municipal asciende á 200 rs. vn., que se cubren por reparto vecinal.
(Madoz, 1847, p. 611)

En la actualidad, pertenece al municipio de Fiscal. Se encuentra actualmente prácticamente deshabitada a consecuencia de su expropiación para la fallida construcción del pantano de Jánovas.[cita requerida] En 2023, la entidad singular de población tenía empadronados once habitantes y el núcleo de población, también once.